# Toyama Shoji
Toyama Shoji (sinh ngày 21 tháng 9 năm 2002) là một cầu thủ bóng đá người Nhật Bản.

## Sự nghiệp câu lạc bộ
Toyama Shoji hiện đang chơi cho Gamba Osaka.